# Ingenua (canción)
«Ingenua» es el tercer sencillo de la cantante mexicana Dulce María, la cual fue escrita por Pedro Dabdoub Sánchez y Mónica Vélez, y producida en el 2010. Incluida en su álbum debut Extranjera - Primera Parte y en Extranjera - Segunda Parte esta vez con una nueva versión.

## Estructura

### Letra
La letra de "Ingenua" está escrita en primera persona, en el formato verso-estribillo y está centrada en una chica que, tuvo una desilusión amorosa, de rechazo y pero a la vez trata de salir adelante y queriendo olvidar todo lo que sufrió. Ésta incorpora la palabra ingenua en los estribillos.
Por su parte Dulce María comento lo siguiente:

Ingenua
Sin duda, esta es una canción que define lo que he sentido varias veces al creer en un amor en el cual te pintan un mundo de magia, de otra dimensión, en el que te dicen que eres lo mejor del universo. En esos momentos te sientes colgando mariposas en el cielo y cuando te dejan caer... ¡Auch! Duele y sólo puedes decir: “fui ingenua”.
Dulce María

### Música
"Ingenua" es una canción estilo balada. Ésta tiene un sonido lento, característico de las baladas e ideal para versiones acústicas. En ella, la voz de Dulce María tiende a sonar de manera suave, a pesar de no estar cubierta con «trucos de producción».

## Lanzamiento

### Radial
El jueves 15 de enero la misma Dulce María dio a conocer durante el concierto "Oye" que Ingenua sería el tercer sencillo de "Extranjera". El 4 de febrero la canción se escuchó por primera vez en la radio de España "EuroClub". El 1 de abril fue lanzada a todas las radios de México donde ya se puede pedir en todas las estaciones. 
Si bien la canción no fue lanzada digitalmente, el 6 de septiembre es puesto en venta en descarga digital el video.

## Vídeo musical
El vídeo musical de ingenua fue grabado el 18 de abril en Argentina, y fue dirigido por el director Eric Dawidson. Se planeaba estrenarse el 11 de julio mas por motivos desconocidos se aplazó una semana, el estreno fue el 18 de julio por el canal oficial de dulce maria dulcemarialive.
El video fue estrenado el 6 de septiembre en la cuenta oficial de VEVO de la cantante. Luego el video fue borrado de la cuenta de VEVO (se desconoce las razones). Luego el 11 de noviembre de 2013 el video nuevamente se volvió a salir a la cuenta de VEVO.

### Charts Video
| \| Lista \| Mejor posición \| \| ------------------------------------------- \| -------------- \| \| Top 10 MTV Brasil[3] \| 1 \| \| Los 15 mejores Argentina[4] \| 2 \| \| Top 10 TV Azteca[5] \| 3 \| \| Listas de fin de año \| \| \| Top 50: Los mejores videos del 2011(Centro) \| 15 \| \| Los 100 Primeros del 2011 \| 65 \| |                |
| Lista | Mejor posición |
| Top 10 MTV Brasil | 1              |
| Los 15 mejores Argentina | 2              |
| Top 10 TV Azteca | 3              |
| Listas de fin de año |                |
| Top 50: Los mejores videos del 2011(Centro) | 15             |
| Los 100 Primeros del 2011 | 65             |

## Trama
En los 30 segundos del vídeo se puede apreciar a Dulce María con una sombrilla gris, en un día lluvioso, luciendo una blusa negra y chaqueta negra cantando la parte principal de la canción del segundo 0:15 al 0:21 de la canción, para después cambiar de escena, en donde se ve ahora con un vestido blanco con un cinturón blanco, un guante sin dedos, pulseras doradas y un collar negro, donde está acostada sobre hojas secas, después una escena en la cual se puede pensar que es el desarrollo de la historia del vídeo ya que se ve a dulce maría huyendo del modelo que podría ser su esposo, novio etc. pero el le agarra la mano y la jala donde quedan frente a frente, para pasar a otra escena donde dulce maría ahora con un vestido negro está sentada en un sillón llena de dolor y desilusión, después con el mismo vestido ahora sentada en un sillón más amplio y el cuarto lleno de velas prendidas, se puede ver que está abriendo una carta pero esto cambia rápidamente, donde ahora aun sentada sostiene un corazón de estambre la cual al igual que la anterior escena cambian rápidamente para mostrar una ventana lluviosa y dulce maría detrás de ella donde se acaba el preview.

## Versiones
Extranjera (álbum)
- Ingenua
- Ingenua Full Versión (Extranjera Segunda Parte)
- Ingenua Versión Concierto (Extranjera Segunda Parte)
- Ingenua (Versión en portugués)

## Posicionamiento
| \| País \| Lista \| Mejor posición \| \| --------- \| -------------------- \| -------------- \| \| Brasil \| Top 100 Brasil[6] \| 17 \| \| Argentina \| Top 100 Argentina[7] \| 87 \| |                   |                |
| País | Lista             | Mejor posición |
| Brasil | Top 100 Brasil    | 17             |
| Argentina | Top 100 Argentina | 87             |